# Пейтон Марч
Пейтон Конвей Марч (англ. Peyton Conway March; 27 грудня 1864, Істон, Пенсільванія — 13 квітня 1955, Вашингтон, округ Колумбія) — американський генерал і 9-й начальник штабу армії.

## Життєпис
Пейтон Марч народився в родині філолога та професора коледжу Френсіса Ендрю Марча. Він навчався в коледжі Лафайєт в Істоні, де викладав його батько. У 1884 році його прийняли до Військової академії США, яку він закінчив у 1888 році. Потім він був призначений до 3-го артилерійського полку як 2-й лейтенант, пізніше до 5-го артилерійського полку з 1894 року як 1-й лейтенант. З 1896 по 1898 рік відвідував артилерійську школу у Форт-Монро. З 5-м артилерійським полком брав участь в іспано-американській війні 1898 року на Філіппінах. У 1899 році він став помічником генерал-майора Артура Макартура, який став військовим губернатором Філіппін у 1900 році. Будучи тимчасовим майором і підполковником 33-го добровольчого піхотного полку, він брав участь у численних бойових операціях Філіппіно-американської війни. Він також часом служив губернатором провінції та комісаром в'язниць.
У 1903 році він став членом Генерального штабу військового міністерства, а в 1904 році був направлений в Азію як спостерігач у російсько-японській війні. Починаючи з 1907 року послідовно служив ад'ютантом форту Райлі, департаменту Міссурі, Центрального департаменту, 2-ї піхотної дивізії і, нарешті, військового департаменту. Будучи полковником, з 1916 року він командував 8-м артилерійським полком на кордоні з Мексикою.
Підвищений до бригадного генерала, а потім генерал-майора в 1917 році, він командував 1-ю артилерійською бригадою 1-ї піхотної дивізії під час Першої світової війни, пізніше артилерією всіх Американських експедиційних сил (AEF).
У березні 1918 року він став виконуючим обов'язки начальника штабу і зайняв цю посаду як тимчасовий чотиризірковий генерал (травень 1918 року). Марч відповідав за швидке нарощування AEF у Франції, модернізацію структур армії та встановлення верховенства начальника штабу як військового лідера армії. Як начальник штабу, він часто ворогував з генералом Джоном Першингом, головнокомандувачем військ США на Західному фронті під час Першої світової війни.
Марч пішов у відставку в червні 1921 року і був звільнений у відставку в чині генерал-майора в листопаді. У 1930 році його знову підвищили до чотиризіркового генерала за списком у відставці.
Двічі одружений, Марч мав сина Пейтона-молодшого, на честь якого була названа авіабаза Марч у Каліфорнії. Його поховали на Арлінгтонському національному кладовищі.